# Djarum
PT Djarum ist ein indonesischer Tabakkonzern mit Sitz in Kudus, der auf die Herstellung und den Vertrieb von Nelkenzigaretten (kretek) spezialisiert ist. Djarum zählt zu den größten privaten Unternehmen des Landes und seine Besitzer Robert Budi Hartono und Michael Bambang Hartono sind die beiden reichsten Personen in Indonesien.

## Geschichte
Im Jahr 1951 kaufte Oei Wie Gwan, ein ethnisch chinesischer Geschäftsmann, eine Zigarettenfirma in Kudus (Jawa Tengah) bekannt als NV Murup. Die Firma stand vor der Übernahme kurz vor der Pleite. Er benannte den Hersteller in Djarum um und erwarb Mitte der 50er Jahre das Marken- und Lizenzrecht. 
Das Unternehmen wäre fast gestorben, als 1963 ein Großbrand die Fabrik des Unternehmens zerstörte. Kurz darauf verstarb Oei Wie Gwan. Die neuen Eigentümer, die Kinder von Oei Wie Gwan, Budi und Bambang Hartono, nutzten die Gelegenheit, das Unternehmen neu aufzubauen.
1972 begann das Unternehmen seine Nelkenzigaretten ins Ausland zu vertreiben, nachdem es innerhalb Indonesiens zu einem der größten Herstellern aufgestiegen war.
Seit 1974 finanziert es das indonesische Badmintonteam PB Djarum. Dem Verein entstammen zahlreiche Weltklassespieler.
Nach der Asienkrise 1997 wurde das Unternehmen Teil eines Konsortiums, das die Bank Central Asia (BCA) kaufte. 2004 begann es auch Immobilienprojekte zu entwickeln.